# Manzanilla (Huelva)
Manzanilla is een gemeente in de Spaanse provincie Huelva in de regio Andalusië met een oppervlakte van 40 km². In 2007 telde Manzanilla 2403 inwoners.